# اس‌اس جرگت
اس‌اس جرگت (به انگلیسی: SS Georgette) یک کشتی بود که طول آن ۴۶٫۲ متر (۱۵۲ فوت) بود. این کشتی در سال ۱۸۷۲ ساخته شد.